# 王菲 (1996年)
王菲（英語：Wong Fei，1996年4月3日—），香港女演員及《2019年度香港小姐競選》亞軍暨最上鏡小姐，現為無綫電視經理人合約藝員。

## 簡歷

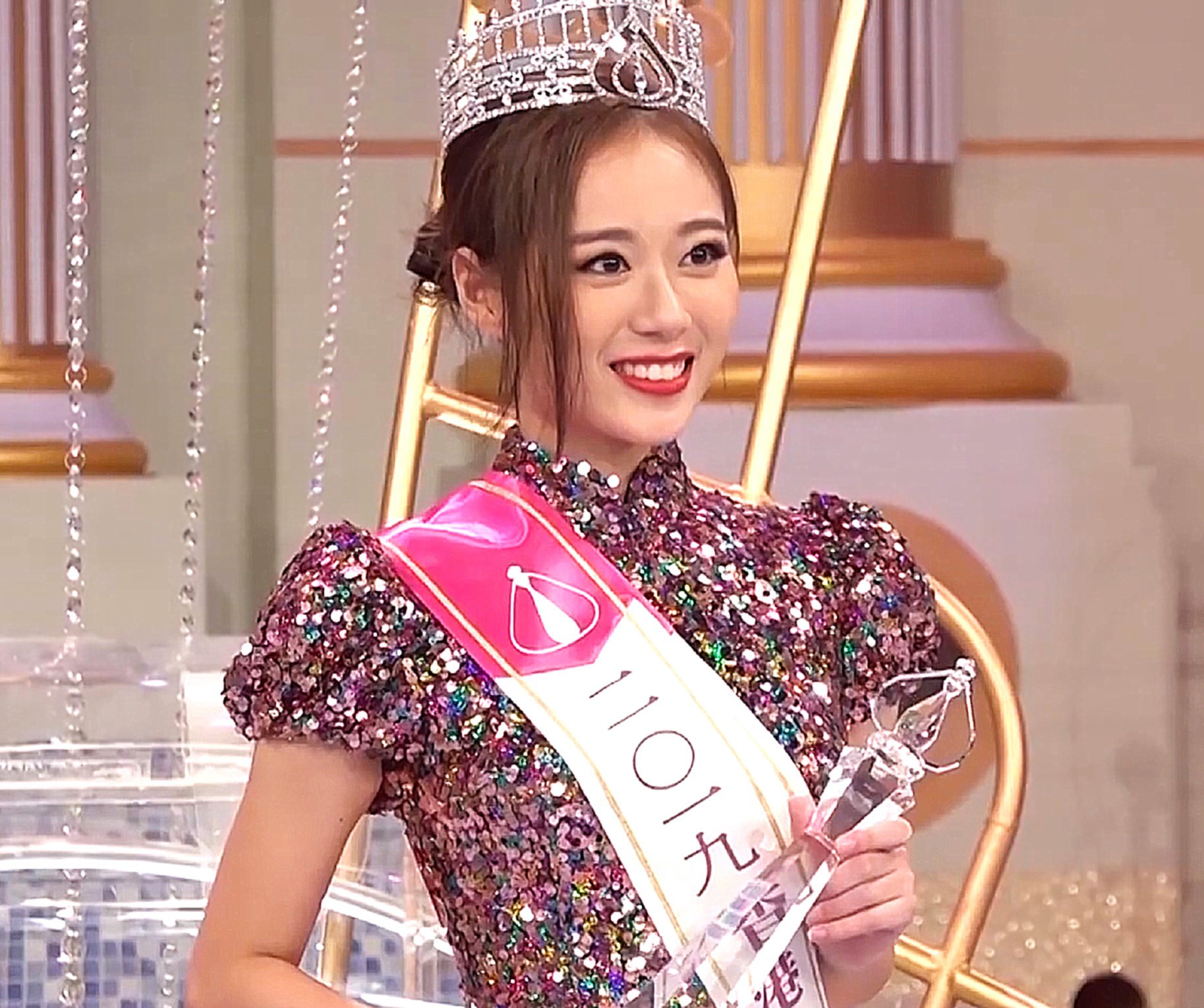
am730《2019年度香港小姐競選》賽後訪問

王菲曾就讀上水惠州公立學校（2009年下午校）及田家炳中學（2015年中六），2015年入讀香港公開大學，在校期間已開始任職模特兒和擔任短片或廣告演員。2019年6月，她選擇報名參加《2019年度香港小姐競選》，因名字與同名藝人相同而受到注目，最後更奪得亞軍與「最上鏡小姐」兩個獎項。同年10月，她簽約成為無綫電視經理人合約藝員；11月則修畢創意寫作與電影藝術課程，並取得榮譽文學士學位。

## 演出作品

### 電視劇
| 首播         | 劇名              | 角色                          |
| 無綫電視     |                   |                               |
| 2020年至今   | 愛·回家之開心速遞 | Emily（第1024集）（第1115集） |
| 2020年至今   | 愛·回家之開心速遞 | 華人導師（第1603集）          |
| 2020年至今   | 愛·回家之開心速遞 | 韓昭玲（第1800集起）          |
| 2021年       | 刑偵日記          | 何卓盈                        |
| 2021年       | 星空下的仁醫      | 溫紫彤                        |
| 2021年       | 十月初五的月光    | 護 士                         |
| 2022年       | 白色強人II        | 徐曉韻（Wendy）               |
| 2022年       | 美麗戰場          | 玉 儀                         |
| 2022年       | 法證先鋒V         | James                         |
| 2023年       | 黃金萬両          | 清潔工                        |
| 2023年       | 法言人            | 溫嘉韻（Wendy）               |
| 2023年       | 香港人在北京      | 塔 羅                         |
| 2024年       | 逆天奇案2         | 章婉明                        |
| 2025年       | 奪命提示          | 金靜怡                        |
| 2025年       | 刑偵12            | 丁少芸（青年）                |
| 未播映       | 死有對証          |                               |
| 亞洲心動娛樂 |                   |                               |
| 2022年       | 逐流時代          | 宋曉嵐（Kitty）               |
| 邵氏兄弟     |                   |                               |
| 2023年       | 廉政狙擊          | Ivy                           |
| 2025年       | 執法者們          | 熊慧真                        |

### 綜藝節目
| 首播     | 節目名                     | 備註                      |
| 無綫電視 |                            |                           |
| 2019年   | 香港小姐公爵特訓班         | 固定演出                  |
| 2019年   | 香港小姐周遊好玩特訓班     | 固定演出                  |
| 2019年   | 香港小姐全方位追蹤         | 固定演出                  |
| 2019年   | #後生仔同港姐傾吓偈          | 固定演出                  |
| 2019年   | 2019年度香港小姐競選       | 十強參賽者                |
| 2019年   | #後生仔睇完港姐傾吓偈        | 固定演出                  |
| 2019年   | 香港唱好演唱會             | 固定演出                  |
| 2019年   | 善心滿載仁愛堂             | 固定演出                  |
| 2019年   | 用愛站起來                 | 固定演出（飾演 海濤妻子） |
| 2020年   | 慈善星輝仁濟夜             | 固定演出                  |
| 2020年   | 保良愛心慶新春             | 固定演出                  |
| 2020年   | 博愛歡樂傳萬家             | 固定演出                  |
| 2020年   | 星光熠熠耀保良             | 固定演出                  |
| 2020年   | 歡樂滿東華                 | 固定演出                  |
| 2020年   | 衝上雲霄大選               | 固定演出                  |
| 2021年   | 開心大綜藝                 | 固定演出                  |
| 2021年   | 明星運動會                 | 固定演出                  |
| 2021年   | 2021年度香港小姐競選準決賽 | 固定演出                  |
| 2021年   | 歡樂滿東華                 | 固定演出                  |
| 2021年   | 野外步出2                  | 固定演出                  |
| 2022年   | 七線人棄王                 |                           |
| 2024年   | 尋找世界另一個我 台灣篇    | 旁白                      |

### 短片
| 年份   | 短片名              | 角色                |
| 2018年 | 把天空留在小島      | 台 妹               |
| 2018年 | 救命                | 少 女               |
| 2018年 | Throw Back for Love | 女學生              |
| 2018年 | 午後の風鈴          | 白衣少女 Young Girl |

## 曾獲獎項與提名
| 年份   | 獎項                                   | 結果 |
| ------ | -------------------------------------- | ---- |
| 2019年 | 2019年度香港小姐競選亞軍               | 獲獎 |
| 2019年 | 2019年度香港小姐競選「最上鏡小姐」     | 獲獎 |
| 2021年 | 萬千星輝頒獎典禮2021「飛躍進步女藝員」 | 提名 |

## 外部連結
- 王菲的新浪微博
- 王菲的Instagram帳戶
- tvb.com 《2019年度香港小姐競選》 - 5號 - 王菲

| 前任： 鄧卓殷 | 香港小姐競選亞軍 2019年 | 繼任： 陳楨怡 |

| 前任： 鄧卓殷 | 香港小姐競選最上鏡小姐 2019年 | 繼任： 謝嘉怡 |